# Halifax, Massachusetts
Halifax är en kommun (town) i Plymouth County i delstaten Massachusetts, USA. Vid 2020 års folkräkning hade kommunen 7 749 invånare.